# Gallegos de Argañán
Gallegos de Argañán là một đô thị ở tỉnhSalamanca, phía tây Tây Ban Nha, cộng đồng tự trị Castile-Leon. Đô thị này có cự ly 113 kilômét so với thành phố tỉnh lỵ Salamanca và có dân số 382 người.

## Địa lý
Đô thị này có diện tích 47.14 km².
Đô thị này nằm ở khu vực có độ cao 664 metres trên mực nước biển.
Mã số bưu chính là 37484.